# Catholicisme à Cuba

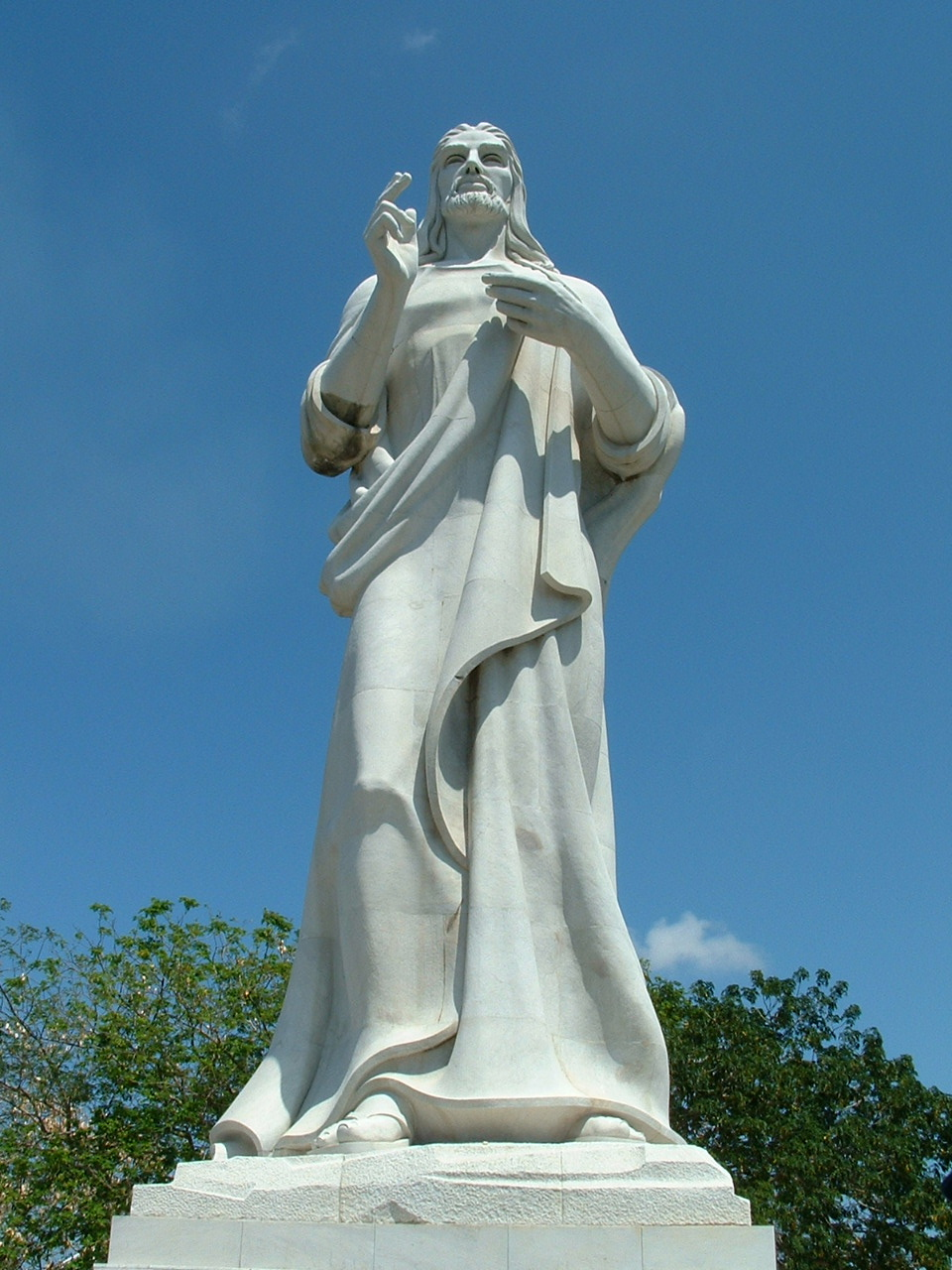
Christ de La Havane.

Le catholicisme est la confession principale de Cuba, avec plus de six millions de fidèles. Il est présent sur l'île depuis le début de la colonisation espagnole au XVIe siècle.
L'Église catholique est une union de communautés catholiques locales, ou diocèses, en étroite communion avec « l'Église universelle » et l'évêque de Rome (le pape). Le catholicisme à Cuba n'est donc pas organisé comme une église nationale, mais est représenté par l'ensemble des onze diocèses, répartis en trois provinces ecclésiastiques. L'instance de concertation entre les évêques des différents diocèses cubains est la Conférence des évêques catholiques de Cuba. 

## Histoire
L'histoire du catholicisme à Cuba a commencé dans le XVIe siècle, avec la période de la colonisation espagnole. Pendant quatre siècles jusqu'à la révolution cubaine de 1959 l'Église catholique a joué un rôle essentiel dans la vie du pays. Les relations diplomatiques formelles entre le Cuba indépendant et le Saint-Siège sont établies en 1935.
En 1959, les catholiques comprenaient environ 70 % de la population.
Après l'arrivée de Fidel Castro pouvoir, l'État cubain a commencé à prendre des mesures anti-religieuses, l’Église étant perçue comme opposée à la Révolution. Une grande partie du clergé et des religieux, en particulier d'origine étrangère (plus de trois quarts des prêtres étaient espagnols), a quitté Cuba dans les premières années suivant la Révolution. Dans les années 1960, des catholiques dont Jaime Ortega, sont internés dans les camps de travail des UMAP. Jusqu'en 1979, le nombre de catholiques a reculé de moitié.
Depuis les années 1980, les relations s'améliorent entre le Saint-Siège et le gouvernement communiste de Cuba. Le 19 novembre 1996 Fidel Castro est reçu par le pape Jean-Paul II au Vatican. En janvier 1998, le pape fait une  visite pastorale à Cuba. Pour la messe du pape sur la place de la Révolution à La Havane, environ un million de Cubains sont présents. Benoît XVI se rend à Cuba en mars 2012. 
L'église possède plusieurs établissements de formation, dont le séminaire supérieur à La Havane. L'église possède aussi des hôpitaux. Il y a du travail caritatif parmi les pauvres. Le nombre de baptêmes à La Havane augmente : environ 1 500 par an. Il était autrefois[Quand ?] de 200. Néanmoins, seul 1% de la population assiste régulièrement à la messe du dimanche. En outre, l’Église est par ailleurs confrontée à une forme de syncrétisme entre catholicisme et cultes afro-cubains.
À la fin du XXe siècle, 40 % de la population se déclare catholique, mais peu sont pratiquants. Selon les données de la revue Newsweek, « environ 4,7 millions des 11 millions de Cubains sont baptisés, mais seulement 150 000 vont à la messe du dimanche ». En 2004, le nombre total des catholiques à Cuba est de 6,3 millions de personnes.
Le rapprochement entre l’Église cubaine et le Parti communiste de Cuba commence à intervenir en 1986, à l'occasion de la Rencontre nationale ecclésiastique cubaine, où celle-ci se donne une nouvelle orientation à l'égard du gouvernement. D'après Enrique Lopez Oliva, professeur d’histoire des religions, « l'épiscopat cubain est désormais dominé par des partisans de la négociation : une nouvelle génération qui n'a pas participé aux conflits des années 1960 et 1970, et qui a pris ses distances avec la dissidence. » La revue catholique Espacio Laical souligne que le crédit de l’Église « vient du fait qu'elle a su se tenir à distance du gouvernement cubain, de l'opposition interne, des Cubains exilés et du gouvernement américain. » Le journal des Jeunesses communistes, Juventud Rebelde, avance que « l'unité entre la pensée révolutionnaire, la foi et les croyants est enracinée dans les fondements mêmes de la nation. L’amour de la patrie, la lutte pour une société plus juste ne sont pas contradictoires avec une conception de la vie qui croit en la transcendance. » Alfredo Guevara, cadre historique du régime cubain, estimait en 2011 que « l’Église est un centre d'élaboration intellectuelle, (...) un partenaire merveilleux pour mener la diversité nécessaire au développement du pays. »
Le président Raúl Castro fait du rapprochement avec l’Église l'un des axes de la politique. En novembre 2010, le cardinal Ortega inaugure en présence du président cubain les nouvelles installations du séminaire San Carlos, où se forment les futurs prêtres, dont le nombre tend à augmenter. Le gouvernement restitue aussi à l’Église des propriétés qui avaient été nationalisées au moment de la révolution. L’Église continue toutefois d'entretenir un dialogue avec l'opposition, dont les représentants interviennent lors des débats qu'elle organise. L'intégration de l’instruction catholique au service public constitue une priorité pour l'épiscopat, qui souhaite pouvoir enseigner la théologie et les humanités dans les universités.
Le pape Benoît XVI est reçu dans l'ile en mars 2012.
Lors de la consultation populaire menée autour du projet d'adoption d'une nouvelle Constitution en 2018 et 2019, l’Église s’impose comme l'interlocuteur majeur du gouvernement et parvient à le faire reculer sur son projet de reconnaissance du mariage homosexuel. Pour Dionisio Garcia, l’archevêque de Santiago de Cuba, le mariage homosexuel relève du « colonialisme idéologique ».

## Structure
L'Église catholique à Cuba est divisée en trois provinces ecclésiastiques : San Cristobal de la Habana, Camagüey, et Santiago de Cuba.
L’Église possède plusieurs revues capables d’alimenter la réflexion politique. Elle détient également une vingtaine de médias numériques. 
Il y a huit diocèses suffragants :
Province ecclésiastique de San Cristobal de la Habana
- Archidiocèse de San Cristóbal de La Havane
  - Diocèse de Matanzas
  - Diocèse de Pinar del Río

Province ecclésiastique de Santiago de Cuba
- Archidiocèse de Santiago de Cuba
  - Diocèse de Guantánamo-Baracoa
  - Diocèse d'Holguín
  - Diocèse de Santísimo Salvador de Bayamo y Manzanillo

Province ecclésiastique de Camagüey
- Archidiocèse de Camagüey
  - Diocèse de Ciego de Ávila
  - Diocèse de Cienfuegos
  - Diocèse de Santa Clara